# Chambornay-lès-Pin
Chambornay-lès-Pin là một xã thuộc tỉnh Haute-Saône trong vùng Franche-Comté phía đông nước Pháp.